# Olga Hund
Olga Hund (ur. 1986) – polska pisarka.
Autorka dwóch książek: Psy ras drobnych (Korporacja Ha!art, Kraków 2018) oraz Łyski liczą do trzech (Wydawnictwo Czarne, Wołowiec 2021). Laureatka Nagrody Literackiej im. Witolda Gombrowicza 2019, Nagrody Conrada 2019 a także nominowana do Nagrody Literackiej Gdynia 2019 za Psy ras drobnych (na podstawie książki powstały dwa spektakle: w reżyserii Adrianny Alksnin w krakowskim Teatrze BARAKAH oraz w adaptacji Iwony Kempy w Teatrze Dramatycznym w Warszawie).